# If I Had a Gun...
"If I Had A Gun..." - пісня англійського рок-гурту Noel Gallagher's High Flying Birds з їхнього однойменного альбому, реліз якої відбувся 26 грудня 2011 року у всіх країнах, окрім Великої Британії.

## Історія створення
Пісня була написана в столиці Перу - Лімі і планувалась як перший сингл нового альбому, проте Ноел вирішив, що пісня дуже схожа на пісні його колишньої групи Oasis, тому і віддав перевагу пісні "The Death of You and Me".

## Список композицій
- Сингл, грамофонна платівка

1. "If I Had a Gun..." - 4:18
2. "I'd Pick You Every Time" - 2:11

- Цифрове завантаження

1. "If I Had a Gun..." - 4:18
2. "I'd Pick You Every Time" - 2:11
3. "If I Had a Gun..." (музичне відео)[1] - 4:47